# Vrapča
Pour le village bulgare voir, voir Vrabcha.

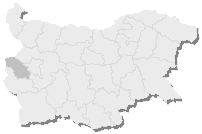
Localisation de la région de Pernik en Bulgarie

Vrapča (en serbe cyrillique : Врапча ; en bulgare : Врабча) est un village autrefois bulgare, annexé partiellement selon le Traité de Neuilly en 1919 par la Serbie. Il est divisé aujourd'hui entre la Serbie (dans la municipalité de Dimitrovgrad, district de Pirot) et la Bulgarie (dans la municipalité de Tran, dans la région de Pernik). Au recensement de 2011, le village serbe comptait 4 habitants.

## Démographie
Évolution historique de la population du village serbe :
| 1948 | 1953 | 1961 | 1971 | 1981 | 1991 | 2002 | 2011 |
| ---- | ---- | ---- | ---- | ---- | ---- | ---- | ---- |
| 309  | 266  | 175  | 84   | 61   | 31   | 12   | 4    |

|  |